# Whole Oats
Whole Oats is het debuut-studioalbum van Hall & Oates. Het album kwam uit in 1972 onder Atlantic Records. Het is een van de drie albums die zij produceerden voor Atlantic Records.
Het duo bestaat uit Daryl Hall en John Oates, beide uit Philadelphia. De muziek op deze plaat is een combinatie van softrock, folk en soul.

## Herkomst van de naam
Daryl Hall heet eigenlijk "Hohl". Zijn partnerschap met John Oates werd Whole Oates genoemd voor hun contract met Atlantic Records.

## Reviews
Allmusic 
Het album was niet zo succesvol als de volgende albums. Dat is ook te zien aan de rating die het ontving van AllMusic.

## Tracklist
Kant A
1. "I'm Sorry" (Hall, Oates) - 3:06
2. "All Our Love" (Hall, Oates) - 2:41
3. "Georgie" (Hall) - 2:42
4. "Fall in Philadelphia" (Hall) - 3:58
5. "Waterwheel" (Hall) - 3:52
6. "Lazyman" (Hall) - 3:15

Kant B
1. "Goodnight and Goodmorning" (Hall, Oates) - 3:18
2. "They Needed Each Other" (Hall) - 3:59
3. "Southeast City Window" (Oates) - 2:31
4. "Thank You For..." (Oates) - 4:36
5. "Lilly (Are You Happy)" (Hall, Oates) - 4:10

## Bezetting
- Daryl Hall
- John Oates
- Bill Keith
- Jim Helmer
- Arif Mardin
- Mike Patto
- Jerry Ricks